# Gelbhalsmaus

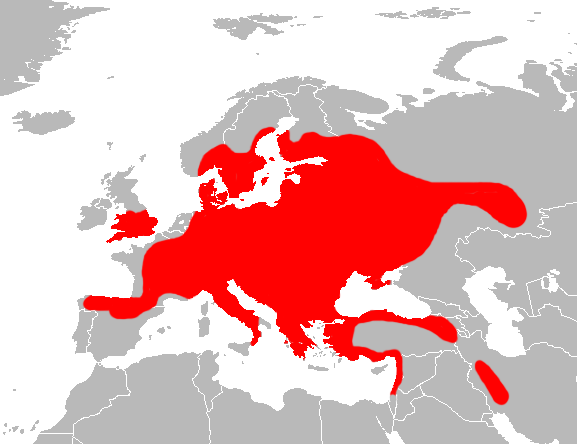
Verbreitungsgebiet der Gelbhalsmaus

Die Gelbhalsmaus (Apodemus flavicollis) ist eine Säugetierart aus der Familie der Langschwanzmäuse (Muridae). Diese mittelgroße Langschwanzmaus besiedelt große Teile der westlichen Paläarktis und bewohnt Wälder und andere baumreiche Lebensräume. Die Gelbhalsmaus zählt zu den häufigsten Säugerarten Europas und ist laut IUCN ungefährdet.

## Merkmale
Die Gelbhalsmaus gehört zu den mittelgroßen Arten der Gattung Apodemus. Die Ohren sind relativ groß, die Augen groß und hervorstehend. Die Kopf-Rumpf-Länge beträgt 88–130 mm, die Schwanzlänge 90–135 mm, die Länge der Hinterfüße 22–27 mm und die Ohrlänge 15–20 mm. Die Tiere wiegen 16–56 g, meist 26–36 g. Das Fell ist oberseits warm rot- oder gelbbraun. Die Unterseite ist fast rein weiß; die Abgrenzung zur Oberseitenfärbung ist sehr deutlich. Eine Brustzeichnung ist in Europa meist als durchgehendes gelblichbraunes Halsband ausgebildet, nur in Südeuropa, Kleinasien und im Kaukasus ist sie nur als längsovaler Fleck vorhanden. Die Hinterfüße sind oberseits weiß behaart.

## Verbreitung und Lebensraum
Das Verbreitungsgebiet der Gelbhalsmaus umfasst große Teile der westlichen Paläarktis. In West-Ost-Richtung reicht das Areal von Wales, England und dem Nordwesten Spaniens bis zum südlichen Ural, im Südosten über die Türkei bis in den Norden des Irans. Obwohl der Süden Großbritanniens besiedelt ist, fehlt die Art im atlantiknahen Westen Kontinentaleuropas. In Nord-Süd-Richtung erstreckt sich die Verbreitung vom mittleren Schweden und dem südlichen Finnland bis zur Südspitze Italiens, bis in den Süden von Griechenland und weiter östlich bis Israel und Nordiran.
Gelbhalsmäuse sind weitgehend an Wald gebunden. Als optimale Lebensräume gelten ältere, von Buchen und Eichen dominierte Laubwälder. Daneben werden auch baumreiche Hecken und Gärten bewohnt. Im Herbst dringen Gelbhalsmäuse häufig in Gebäude ein. Die Höhenverbreitung reicht von Meereshöhe bis etwa 2100 m in den Alpen, im Kaukasus noch höher.

## Lebensweise

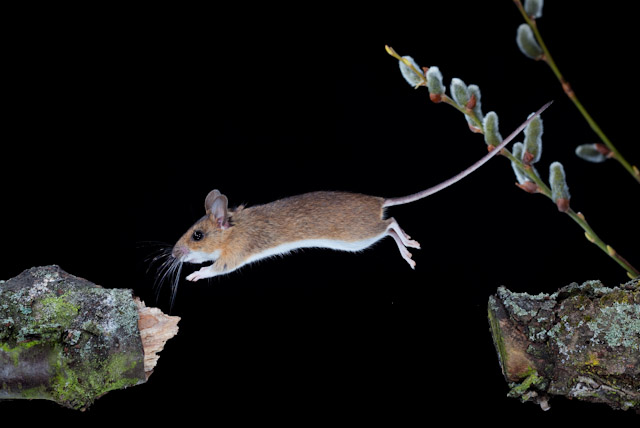
Gelbhalsmaus im Sprung

Gelbhalsmäuse sind nachtaktiv und klettern sehr gut, zum Teil bis in den Kronenbereich von Bäumen. Die Nester befinden sich meist in Erdbauen zwischen Baumwurzeln oder unter Felsblöcken, seltener in Holzstößen oder in Eichhörnchenkobeln und Nistkästen bis in 8 m Höhe. Die Erdbaue übernehmen sie meist von Maulwürfen oder Wühlmäusen, selten graben sie selber welche. Die Gelbhalsmaus ist ein Allesfresser. Die Nahrung besteht aus Samen und Früchten wie Eicheln, Bucheckern und Haselnüssen, Knospen sowie Insekten und anderen Wirbellosen; gelegentlich werden auch kleine Wirbeltiere und Vogeleier gefressen. Der Anteil tierischer Nahrung beträgt etwa 10 %. Für den Winter werden Nahrungsdepots mit Eicheln, Haselnüssen oder Bucheckern angelegt. Die Fortpflanzung findet im Norden des Areals von Januar bis Oktober statt und entspricht im Übrigen weitgehend der der Waldmaus.
Die Gelbhalsmaus zeigt deutliche, jedoch nicht zyklische Bestandsschwankungen in Abhängigkeit vom Nahrungsangebot. In Wäldern Osteuropas kann die Siedlungsdichte in Mastjahren bis auf über 100 Individuen/Hektar steigen.

## Die Gelbhalsmaus als Krankheitsüberträger
Die Gelbhalsmaus ist auf dem Balkan als Überträger des Dobrava-Virus identifiziert, das zu den Hantaviren gehört.
Auf der Suche nach dem Ursprung des Rötelnvirus wurden im Jahr 2020 von Andrew J. Bennet und Kollegen erstmals zwei eng verwandte Viren bei mehreren Tierarten nachgewiesen. Eines der Viren wurde bei Gelbhalsmäusen nachgewiesen. In einer Erläuterung des Friedrich-Loeffler-Instituts (FLI) hieß es: „Beide Viren zeigen große strukturelle Ähnlichkeiten mit dem Rötelnvirus und weisen drauf hin, dass dessen Ursprung im Tierreich zu suchen ist.“ Bei drei verendeten Zootieren und in Gelbhalsmäusen war in Deutschland vom Friedrich-Loeffler-Institut ein bis dahin unbekannter, nach dem Fundort am Strelasund (Mecklenburg-Vorpommern) als „Rustrela-Virus“ bezeichneter Erreger nachgewiesen worden. Auslöser war der Tod eines Esels, eines Baumkängurus und eines Wasserschweins in einem norddeutschen Zoo, die nach Anzeichen einer Enzephalitis verstorben waren. Danach wurde das Virus auch bei den örtlich freilebenden Mäusen nachgewiesen, die vermutlich ein Reservoir für das Virus darstellen, aber selber nicht erkranken.

## Bestand und Gefährdung
In Großbritannien hat sich das besiedelte Areal in historischer Zeit durch die Umwandlung von Wäldern in Ackerland deutlich verkleinert. Die Gelbhalsmaus zählt insgesamt jedoch zu den häufigsten Säugerarten Europas; der Bestand ist offenbar weitgehend stabil. Die Art ist laut IUCN weltweit ungefährdet.